# Breakthrough Prize in Fundamental Physics
Der Breakthrough Prize in Fundamental Physics ist ein Preis der The Fundamental Physics Prize Foundation, einer gemeinnützigen Organisation, die von dem russischen Unternehmer Juri Milner gegründet worden ist.
Der Preis ist seit Juli 2012 der finanziell höchstdotierte Preis im Bereich der Wissenschaften. Das Preisgeld ist mit 3 Millionen US-Dollar (für jeden Preisträger) dreimal höher als beim Nobelpreis. Im ersten Jahr wurden neun Preise verliehen, wobei die Preisträger früherer Jahre im Auswahlkomitee für künftige Preisträger sitzen.
Neben dem Hauptpreis vergibt die Stiftung den mit 300.000 Dollar dotierten Physics Frontiers Prize (dessen Preisträger auch im Auswahlkomitee des Fundamental Prize sitzen sollen) und den mit 100.000 Dollar dotierten New Horizons in Physics Prize.
Der Preis wird von der Fundamental Physics Foundation vergeben, einer Non-Profit-Organisation.
Die Stiftung vergibt ähnlich hoch dotierte Preise in den Biowissenschaften (Breakthrough Prize in Life Sciences) und Mathematik (Breakthrough Prize in Mathematics).

## Liste der Preisträger
- 2012: Nima Arkani-Hamed, Alan Guth, Alexei Kitaev, Maxim Kontsevich, Andrei Linde, Juan Maldacena, Nathan Seiberg, Ashoke Sen, Edward Witten
- 2013: Alexander Polyakov
- 2014: Michael B. Green, John H. Schwarz
- 2015: Saul Perlmutter und Supernova Cosmology Project; Brian P. Schmidt, Adam Riess und High-Z Supernova Search Team
- 2016:
  - Kam-Biu Luk, Yifang Wang und das Daya-Bay-Team
  - Kōichirō Nishikawa und das K2K- und T2K-Team (ein Neutrinoexperiment mit Reaktorneutrinos am KEK und Super-Kamiokande)
  - Atsuto Suzuki und das KamLAND-Team
  - Arthur B. McDonald und das SNO-Team
  - Takaaki Kajita, Yōichirō Suzuki und das Super-K-Team
- 2017: Joseph Polchinski, Andrew Strominger, Cumrun Vafa
- 2018: Charles L. Bennett, Gary Hinshaw, Norman Jarosik, Lyman Page Jr., David N. Spergel und das WMAP-Team
- 2019: Charles Kane und Eugene Mele
- 2020: Event Horizon Telescope Collaboration[3][4]
- 2021: Eric G. Adelberger, Jens H. Gundlach und Blayne Heckel[5]
- 2022: Hidetoshi Katori und Jun Ye[6]
- 2023: Charles H. Bennett, Gilles Brassard, David Deutsch und Peter Shor[7]
- 2024: John Cardy und Alexander Zamolodchikov[8]
- 2025: Kollaborationen des CERN: ALICE, ATLAS, CMS und LHCb

## Preisträger des Special Breakthrough Prize
Der Preis wird in unregelmäßigen Abständen vergeben.
- 2013: Stephen Hawking für Beiträge zu Quantengravitation und Kosmologie und sieben experimentelle Teilchenphysiker für Beiträge zur Entdeckung des Higgs-Teilchens am LHC: Peter Jenni und Fabiola Gianotti von der ATLAS Collaboration, Michel Della Negra, Tejinder Singh Virdee, Guido Tonelli, Joe Incandela von der CMS Kollaboration und Lyn Evans
- 2016: Ronald W. P. Drever, Kip Thorne, Rainer Weiss und die LIGO-Kollaboration für die Detektion von Gravitationswellen
- 2018: Jocelyn Bell Burnell für die Entdeckung von Pulsaren
- 2019: Sergio Ferrara, Daniel Z. Freedman und Peter van Nieuwenhuizen für ihre Arbeiten zur Supergravitation[9]
- 2020: Steven Weinberg für seine kontinuierliche Führungsrolle in der Grundlagenphysik mit weitreichenden Auswirkungen auf Teilchenphysik, Schwerkraft und Kosmologie sowie für die Vermittlung von Wissenschaft an ein breiteres Publikum.[10]
- 2025: Gerard 't Hooft für seine entscheidenden Beiträge zu den Grundlagen dessen, was später als Standardmodell der subatomaren Teilchen bekannt wurde. Er bewies, dass die Yang-Mills-Theorien (der mathematische Rahmen, der den Theorien sowohl der schwachen als auch der starken Kernkräfte zugrunde liegt) bei quantenmechanischer Betrachtung Sinn ergeben – dass sie endliche, berechenbare Ergebnisse anstelle von bedeutungslosen Unendlichkeiten liefern können – und bestätigte damit Theorien, die für das Standardmodell von zentraler Bedeutung wurden.[11]